# Unabiara nigerrima
Unabiara nigerrima är en skalbaggsart som först beskrevs av Di Iorio 2002.  Unabiara nigerrima ingår i släktet Unabiara och familjen långhorningar. Inga underarter finns listade i Catalogue of Life.